# Peypin
Peypin é uma comuna francesa na região administrativa da Provença-Alpes-Costa Azul, no departamento de Bouches-du-Rhône. Estende-se por uma área de 13,35 km². Em 2010 a comuna tinha 5 624 habitantes (densidade: 421,3 hab./km²).